# Америчка окупација Доминиканске Републике (1965–1966)
Окупација Доминиканске Републике од стране војске САД започела је уласком америчких маринаца у главни град Санто Доминго 28. априла 1965. године, током Доминиканског грађанског рата. У окупацији им се наредног дана придружила 82. ваздушна дивизија војске САД. Завршила је септембра 1966. године, повлачењем америчких војних јединица.

## Позадина
Након атентата на доминиканског диктатора Рафаела Трухиља 1961. године, у Доминиканској Републици уследио је период политичке нестабилности. На новим изборима победио је Хуан Боск, вођа антитрухиљистичке Доминиканске револуционарне партије. Бош је покренуо серију секуларних реформи у држави, што су Католичка црква, војни врх и економске елите протумачили као ширење комунизма и стварања „нове Кубе“. Бошова влада срушена је војним ударом 25. септембра 1963, а на власт је дошла цивилна хунта на челу с Доналдом Ридом Кабралом.
Незадовољство новом владом натерало је становништво и симпатизере Боска на оружани устанак. Побуњеници (познати под називом конституционалисти) су имали далеко више успеха у рату од Ридових снага (познати као лојалисти), те су напослетку заузели и главни град. Ваздушне снаге су почеле да бомбардују главни град 28. априла 1965. године. Првобитне активности америчких маринаца сводиле су се на евакуацију њиховог особља и цивила из главног града, док је у исто време Рид заговарао америчку инвазију.

## Окупација
Амерички председник Линдон Џонсон, убеђен у пораз Ридових лојалиста и уплашен због могућег стварања „друге Кубе“, издао је наређење америчким снагама да интервенишу. Ова одлука била је само његова, јер су га сви саветници саветовали да не интервенише јер су били убеђени да ће Рид напослетку победити. Џонсон је послушао савет америчког амбасадора у Доминиканској Републици, који га је убедио да су Ридове снаге недовољно јаке за победу. Званично оправдање за инвазију била је „заштита грађана САД“.
Укупно 405 маринаца покренуло је инвазију на Доминиканску Републику 28. априла 1965. усмерену према Санто Домингу. Организација америчких држава формирала је Интер-америчке војне снаге чија је задаћа била помоћ САД током инвазије и окупације.
Боскове снаге пружале су отпор маринцима. Посредством папинског нунција 29. априла је уговорено примирје. Мировни споразум потписали су 5. маја пуковник Беноа (лојалиста) и пуковник Камањо (конституционалиста). Упркос споразуму, конституционалисти су још неко време пружали оружани отпор снагама САД и организовали конгрес на којем су избрали Камања за новог председника Доминиканске Републике. Амерички званичници су подржали генерала Имбера као председника Владе националне обнове. Наредни корак у процесу стабилизације било је формирање коалиционе владе Имбера и Камања. Камањо је одбио понуду, након чега је Имбер покренуо операцију „Чишћење“ усмерену против преосталих конституционалистичких снага. Операција је била завршена до 21. маја.
До 1. маја 1965, у Доминканској Републици налазило се 12.000 америчких војника, али је ОАЈ помренуо иницијатву да се америчке снаге полагано замене Интер-америчким мировним снагама, чији су припадници били из Бразила (1130), Хондураса (250), Парагваја (184), Никарагве (160), Костарике (21) и Ел Салвадора (3). Делегација Совјетског Савеза је 3. јуна на скупштини УН-а осудила инвазију на Доминиканску Републику описавши ју као отворену војну интервенцију против суверене државе.
Борбе против конституционалиста наставиле су се све до августа 1965, када је поновно проглашено примирје. Већина америчких снага до тада је напустила Доминиканску Републику, док су се поједине јединице задржале све до септембра 1966. године. Суочен са све већим губицима, Камањо је пристао на споразум наметнут од стране САД.
Године 1966, на изборима је победио Хоакин Балагвер (један од бивших Трухиљових марионетских председника), подупрт од Џонсонове администрације. Боск је изгубио на изборима и никад више није успео да се врати на власт. Иако је Доминиканском Републиком завладала релативна стабилност, Балагвер је наставио да доминира доминиканском политиком наредне 22 године.